# Les Exécuteurs de Shaolin
Pour plus de détails, voir Fiche technique et Distribution.
Les Exécuteurs de Shaolin (洪熙官, Hóngxī guān) est un film hongkongais réalisé par Liu Chia-liang, sorti en 1977.

## Synopsis
Sous la dynastie Qing, le monastère Shaolin est détruit. Lors de l'attaque, Pai Mei tue maître Zhi-shan, et Tong Qian-jin est tué par les hommes de Gao Jin-zhong. Hung Hsi-kuan décide d'apprendre la boxe du Tigre pour venger son maître. Sa femme Fang Yong-chun lui suggère d'apprendre la boxe de la Grue blanche, mais il refuse. Elle l'enseigne alors à leur fils Hung Wen-ding.

## Fiche technique
- Titre : Les Exécuteurs de Shaolin
- Titre original : Hong Xi Guan
- Titre anglais : Executioners from Shaolin
- Réalisation : Liu Chia-liang
- Scénario : Ni Kuang
- Musique : Chen Yung-Yu
- Direction artistique : Johnson Tsao
- Décors : Johnson Tsao
- Photographie : Lo Yun-Cheng
- Montage : Chiang Hsing-Lung
- Costumes : Liu Chi-Yu
- Production : Runme Shaw
- Pays d'origine : Hong Kong
- Format : Couleurs - 2,35:1 - Mono - 35 mm
- Genre : Film de kung-fu
- Durée : 98 minutes
- Dates de sortie :

 Hong Kong : 16 février 1977
 France : 23 mai 1979

## Distribution
- Chen Kuan-tai : Hung Hsi-kuan
- Lo Lieh : Le taoïste Pai Mei alias "Sourcils-blancs"
- Lily Li : Fang Yong-chun
- Wong Yue : Hung Wen-ding
- Kong Do : Gao Jin-zhong
- Cheng Kang-yeh : Xiao-hu
- Liu Chia-hui : Tong Qian-jin
- Li Hoi-san : Le maître Zhi-shan
- Lao Shen : Oncle Fang